# Walter Courvoisier
Walter Courvoisier, född 7 februari 1875 i Riehen nära Basel, död 27 december 1931 i Locarno, var en schweizisk tonsättare och musikpedagog. Han var son till Ludwig Georg Courvoisier och bror till Leo Courvoisier.
Courvoisier blev medicine doktor 1900, men gick 1902 över till musiken, där han studerade för Ludwig Thuille. Från 1910 var han lärare vid Akademie der Tonkunst i München. Courvoisier tonsatte operan Lanzelot und Elaine, musik för manskör och blandad kör med orkester, samt sviter för soloviolin med mera. Han ägnades 1929 en monografi av Theodor Kroyer.